# 후안 로드리게스 카브리요

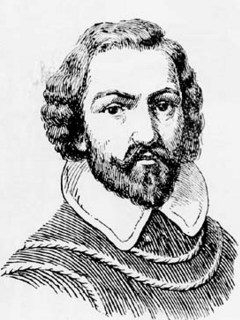
후안 로드리게스 카브리요

후안 로드리게스 카브리요(Juan Rodríguez Cabrillo, 1499년경 ~ 1543년 1월 3일)는 포르투갈의 탐험가이다. 1542년부터 1543년까지 북아메리카 서부 해안을 탐사하면서 캘리포니아주의 해안을 항해했으며, 샌타카탈리나 섬 등을 발견하기도 하였다.